# Sibiu Open

EL Sibiu Open es un torneo profesional de tenis. Pertenece al ATP Challenger Tour. Se juega desde el año 2012 sobre superficie de tierra batida, en Sibiu, Rumania.

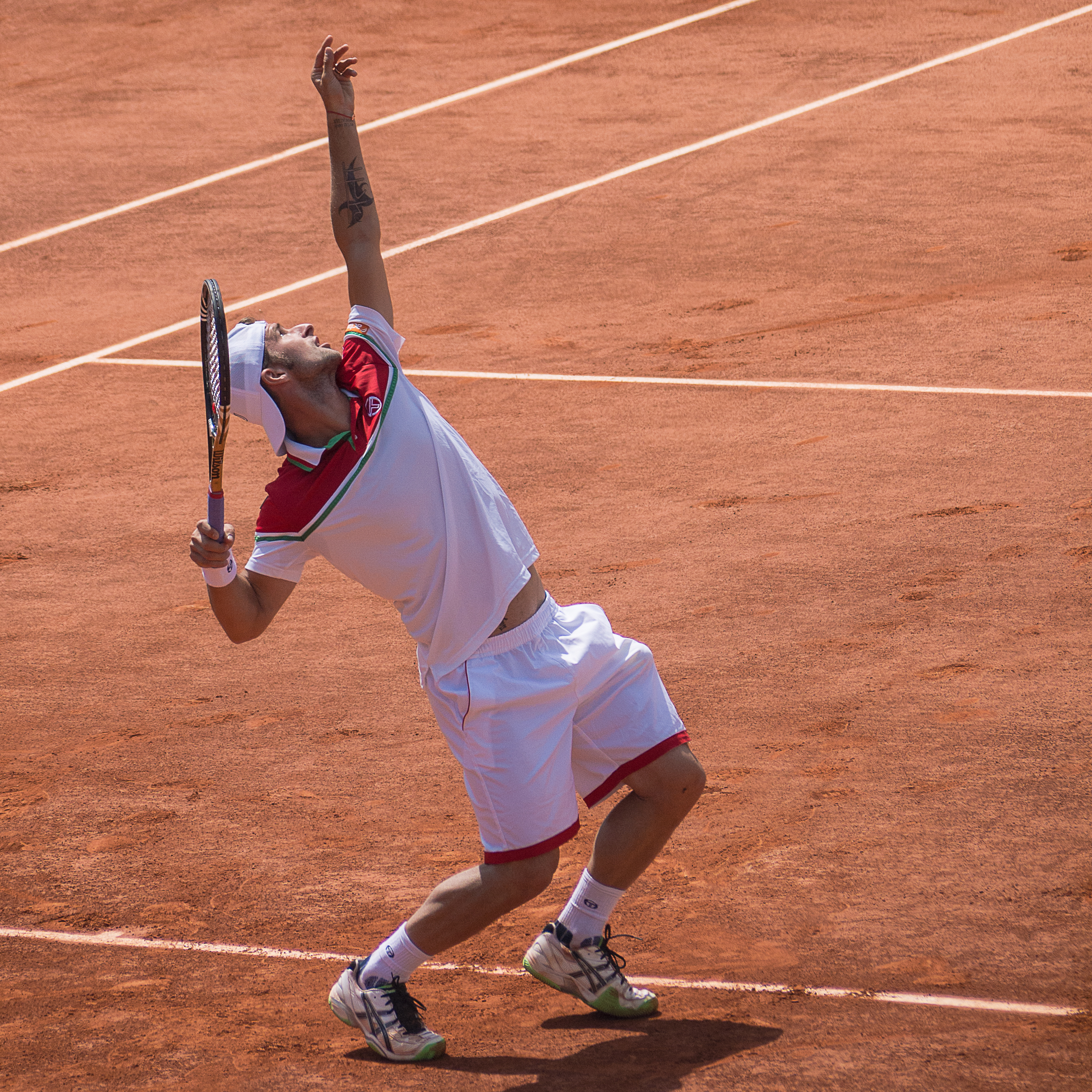
El tenista local Adrian Ungur fue el ganador de la primera edición del torneo disputado en 2012.

## Palmarés

### Individuales
| Año  | Campeón             | Finalista               | Resultado     |
| ---- | ------------------- | ----------------------- | ------------- |
| 2012 | Adrian Ungur        | Victor Hănescu          | 6–4, 7–61     |
| 2013 | Jaroslav Pospisil   | Marco Cecchinato        | 6–4, 4–6, 1–6 |
| 2014 | Jason Kubler        | Radu Albot              | 6–4, 6–1      |
| 2015 | Adrian Ungur        | Pere Riba               | 6–4, 3–6, 7–5 |
| 2016 | Robin Haase         | Lorenzo Giustino        | 7–62, 6–2     |
| 2017 | Cedrik-Marcel Stebe | Carlos Taberner         | 6–3, 6–3      |
| 2018 | Dragoș Dima         | Jelle Sels              | 6–3, 6–2      |
| 2019 | Danilo Petrović     | Christopher O'Connell   | 6–4, 6–2      |
| 2020 | Marc-Andrea Huesler | Tomás Martín Etcheverry | 7–5, 6–0      |
| 2021 | Stefano Travaglia   | Thanasi Kokkinakis      | 7–64, 6–2     |
| 2022 | Nerman Fatić        | Damir Džumhur           | 6–3, 6–4      |
| 2023 | Nerman Fatić        | Damir Džumhur           | 6–2, 6–4      |
| 2024 | Valentin Royer      | Luka Pavlovic           | 6–4, 6–0      |

### Dobles
| Año  | Campeones                             | Finalistas                                          | Resultado        |
| ---- | ------------------------------------- | --------------------------------------------------- | ---------------- |
| 2012 | Marin Draganja Lovro Zovko            | Alexandru-Daniel Carpen Cristóbal Saavedra-Corvalán | 6–4, 4–6, [11–9] |
| 2013 | Rameez Junaid Philipp Oswald          | Jamie Delgado Jordan Kerr                           | 6–4, 6–4         |
| 2014 | Potito Starace Adrian Ungur           | Marius Copil Alexandru-Daniel Carpen                | 7–5, 6–2         |
| 2015 | Victor Crivoi Petru-Alexandru Luncanu | Ilija Bozoljac Dušan Lajović                        | 6–4, 6–3         |
| 2016 | Robin Haase Tim Pütz                  | Jonathan Eysseric Tristan Lamasine                  | 6–4, 6–2         |
| 2017 | Marco Cecchinato Matteo Donati        | Sander Gillé Joran Vliegen                          | 6–3, 6–1         |
| 2018 | Kevin Krawietz Andreas Mies           | Tomasz Bednarek David Pel                           | 6–4, 6–2         |
| 2019 | Sadio Doumbia Fabien Reboul           | Ivan Sabanov Matej Sabanov                          | 6–4, 3–6, [10–7] |
| 2020 | Hunter Reese Jan Zieliński            | Robert Galloway Hans Hach Verdugo                   | 6–4, 6–2         |
| 2021 | Alexander Erler Lucas Miedler         | James Cerretani Luca Margaroli                      | 6–3, 6–1         |
| 2022 | Ivan Sabanov Matej Sabanov            | Alexander Erler Lucas Miedler                       | 3–6, 7–5, [10–4] |
| 2023 | Andrew Paulson Michael Vrbenský       | Piotr Matuszewski Kai Wehnelt                       | 6–2, 6–2         |
| 2024 | Alexander Merino Christoph Negritu    | Liam Draxl Cleeve Harper                            | 6–2, 7–6(7–2)    |